# ادوارد چودوروف
ادوارد چودوروف (انگلیسی: Edward Chodorov; ۱۷ مارس ۱۹۰۴ – ۹ اکتبر ۱۹۸۸) فیلم‌نامه‌نویس و تهیه‌کننده اهل ایالات متحده آمریکا بود.
وی نویسنده فیلم‌هایی همچون دوره‌گردها، مادام دو باری، پُر مشغله و شهردار جهنم بوده است.